# Відходи

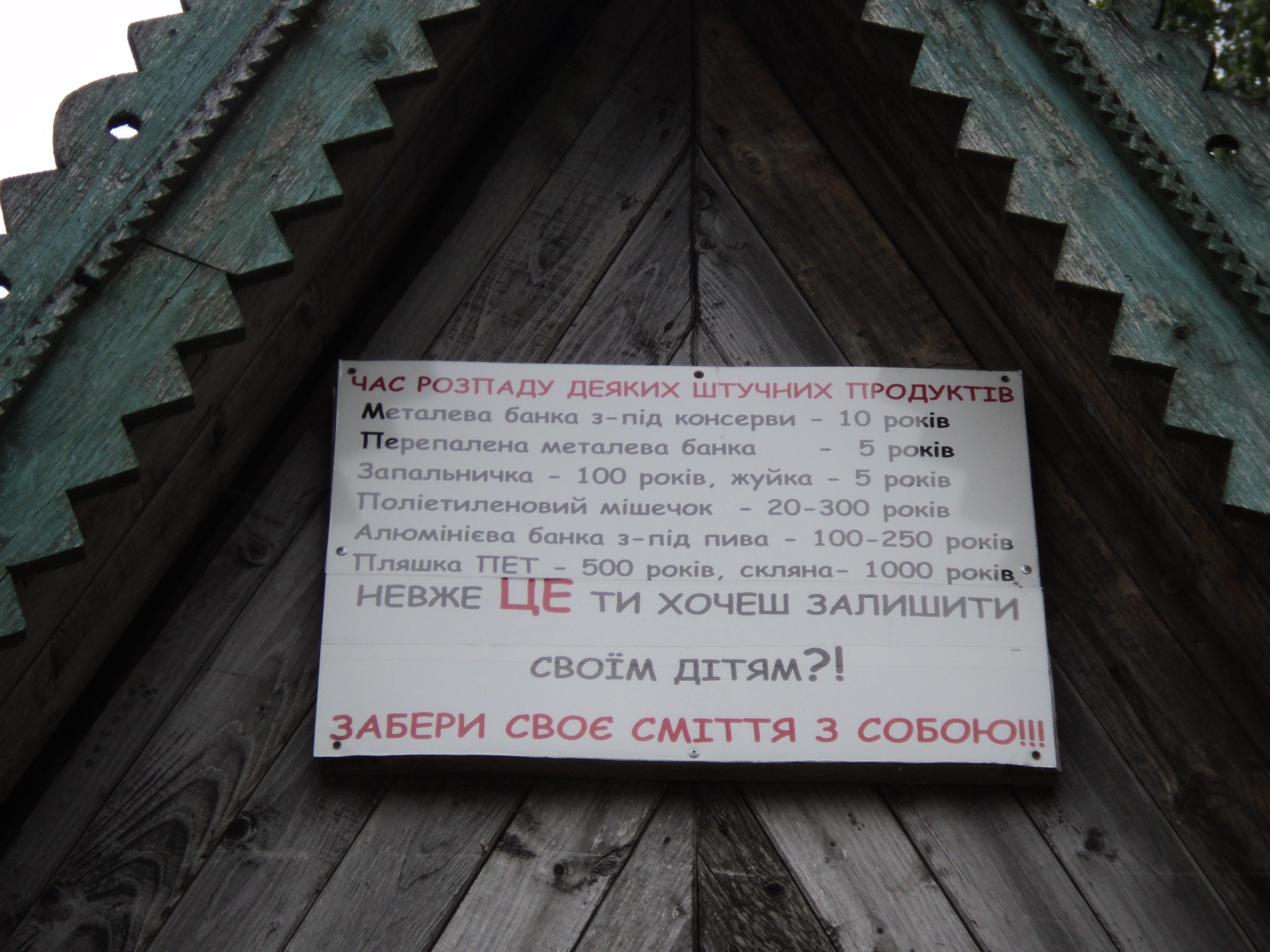
Еколого-інформаційний стенд у Карпатах.

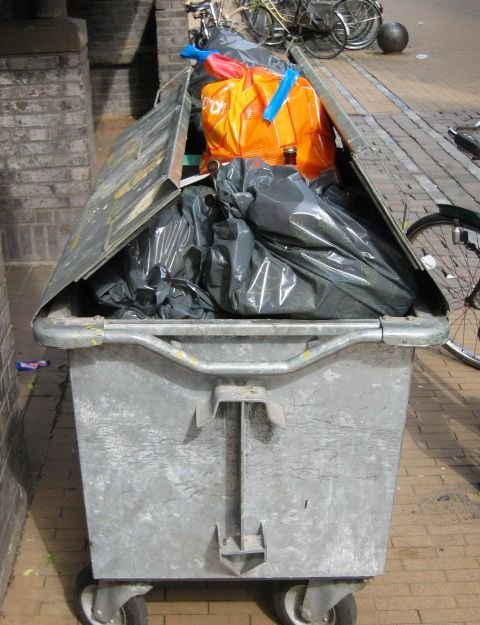
Сміттєвий бак у Гронінгені, Нідерланди.

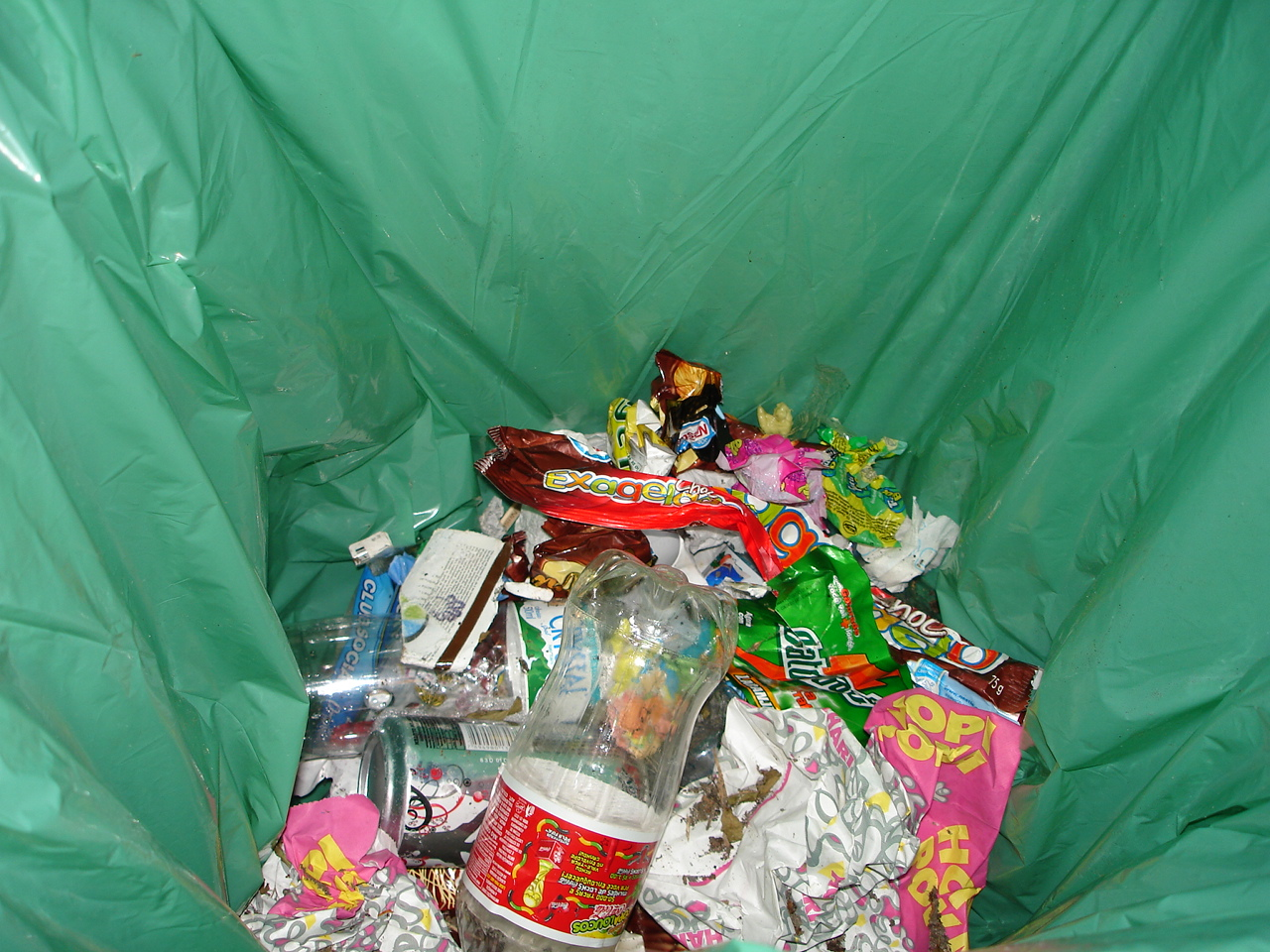
Відходи у мішку для сміття.

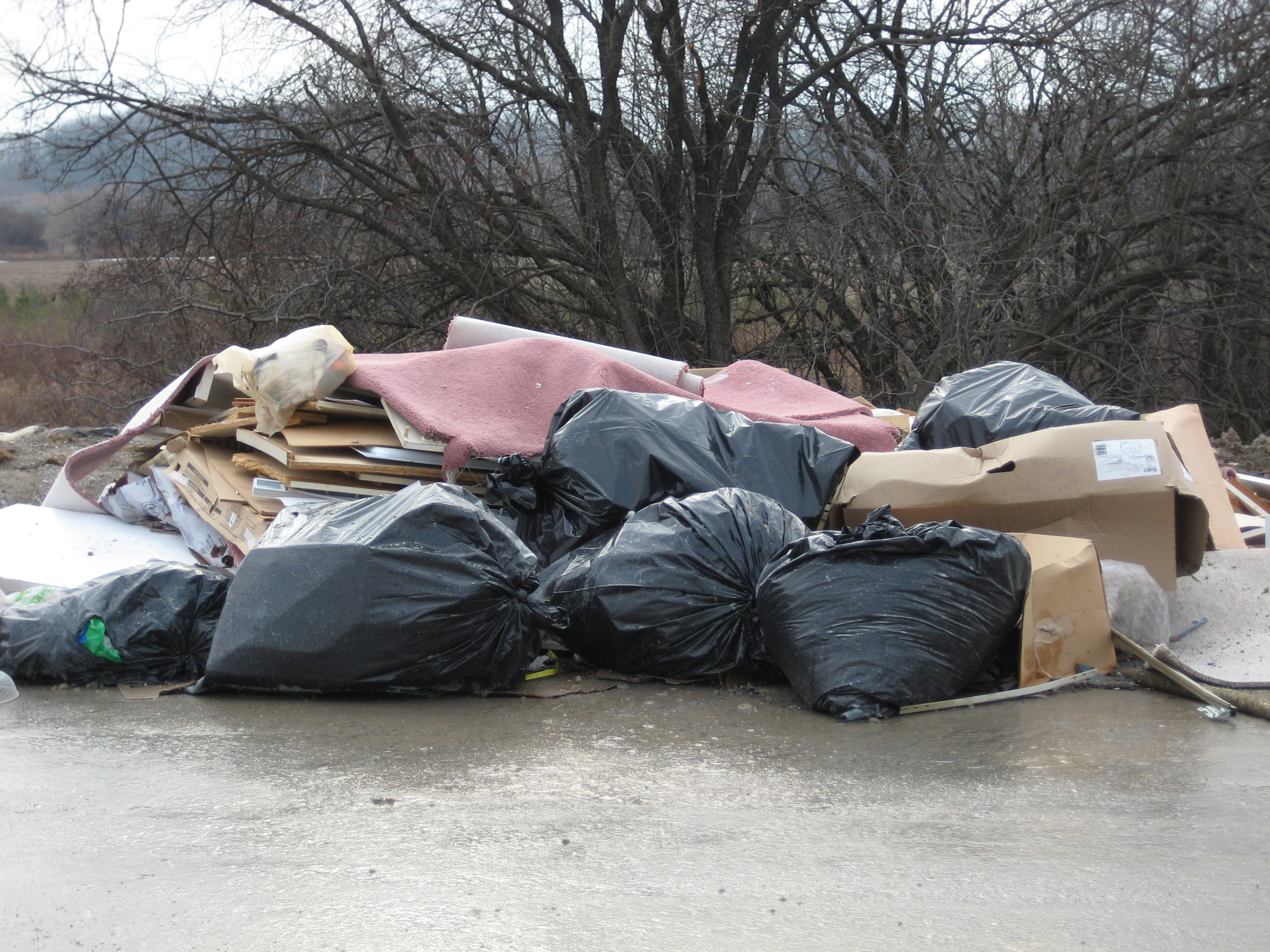
Відходи, які незаконно скидаються на будівельний майданчик підрозділу.

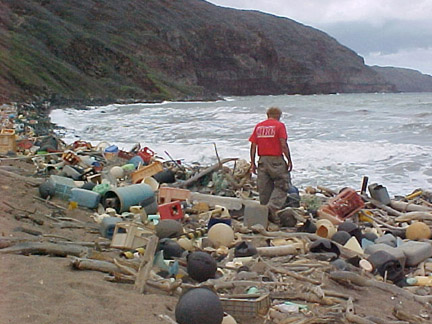
Морське сміття на гавайському узбережжі.

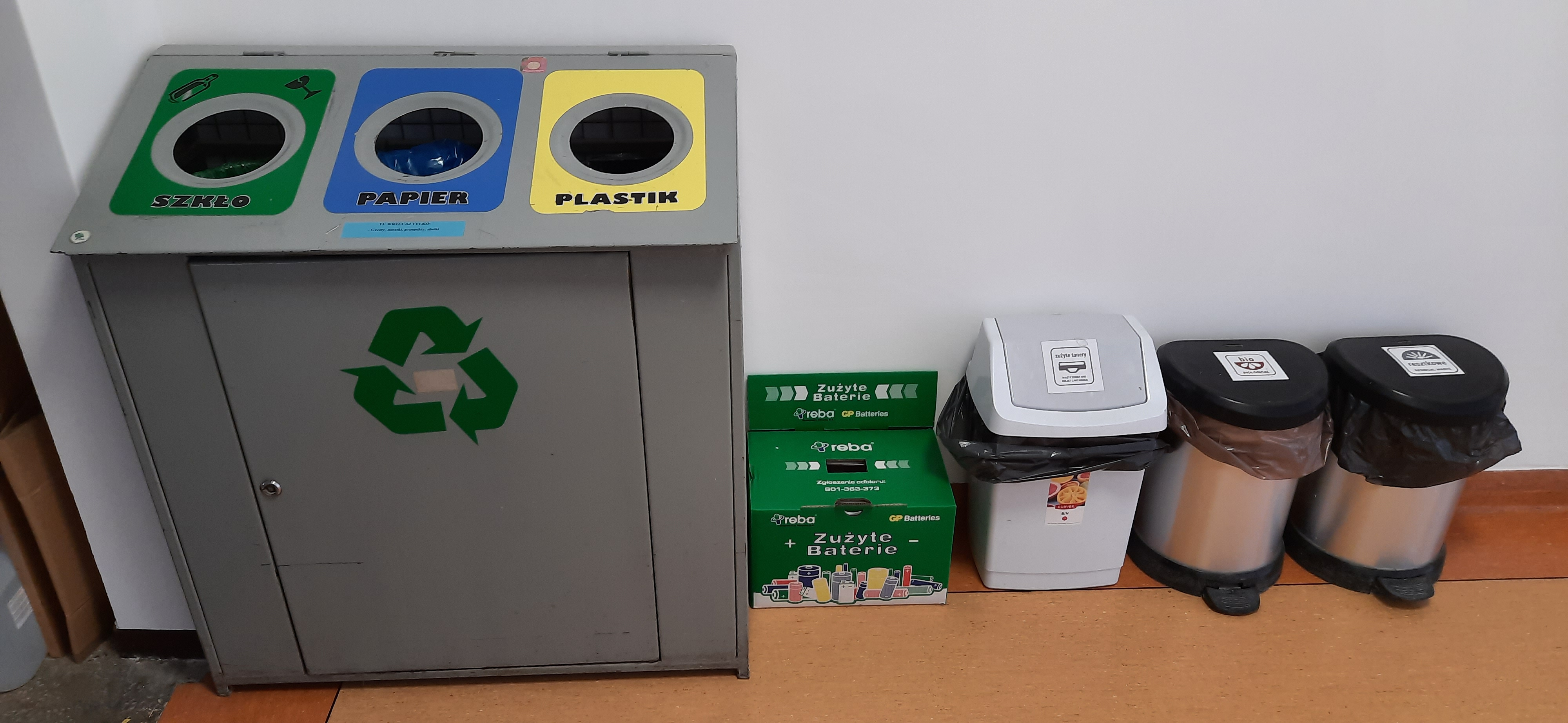
Сортування відходів, Гданська політехніка

Відхо́ди (англ. waste) — будь-які речовини, матеріали і предмети, що утворюються у процесі людської діяльності та не мають подальшого використання за місцем утворення чи виявлення та яких їх власник позбувається, має намір або повинен позбутися шляхом утилізації чи видалення. Відходи також є об'єктом права власності. Право власності на відходи може переходити від однієї особи до іншої.
Винятком із зазначеної категорії речовин є невловлювані газоподібні речовини, що викидаються безпосередньо у повітря, наприклад, діоксиди вуглецю та азоту, аерозольні димові часточки, а також речовини, в основному розчинні, що скидаються із стічними водами у водні об'єкти (крім тих, які накопичуються і підлягають вивезенню у спеціально відведені місця).

## Загальні положення
В цілому, стосовно відходів виробництва чи споживання за сучасних підходів мову слід вести, насамперед, про тверді відходи. Хоча під цією назвою як у міжнародній, так і у вітчизняній практиці маються на увазі не тільки власне тверді речовини, але також речовини смоло-, пасто-, емульсієво- та суспензієвоподібні та рідкого і пилоподібного фізичного стану.
Відходи, що утворюються внаслідок виробничої діяльності, називаються промисловими (техногенними).
Відходи, що утворюються у сфері споживання людини, належать до побутових.
Загальний обсяг відходів у світі сягає майже 800 млрд т, з них твердих відходів понад 300 млрд т.
В Україні питоме навантаження твердими відходами, насамперед території гірничопромислових регіонів Придніпров'я і Донбасу на початку 2000-х років досягало 8-18 тис./км², при середньому по країні близько 3 тис./км².
Важливою особливістю структури утворення відходів в Україні у зв'язку з сировинною спрямованістю економіки є домінування в їх складі гірничопромислових відходів (88 %), тоді як частка відходів інших галузей промисловості становить близько 10 %, а побутових — не перевищує 2 %.

## Класифікатор відходів ДК 005-96
До відходів належать:
- залишки сировини, матеріалів, напівфабрикатів, тощо, утворені в процесі виробництва продукції або виконання робіт і втратили цілком або частково вихідні споживчі властивості (відходи виробництва);
- розкривні і супутні гірничі породи, що видобуваються у процесі розроблення родовищ корисних копалин;
- залишкові продукти збагачення та інших видів первинної обробки сировини (шлам, пил, відсіви тощо);
- новоутворені речовини та їх суміші, утворені в термічних, хімічних та інших процесах і які не є метою даного виробництва (шлак, зола, кубові залишки, інші тверді та пастоподібні утворення, а також рідини та аерозолі);
- залишкові продукти сільськогосподарського виробництва (у тому числі тваринництва), лісівництва і лісозаготівель;
- бракована, некондиційна продукція усіх видів економічної діяльності або продукція, що забруднена небезпечними речовинами і не придатна до використання;
- неідентифікована продукція, застосування (експлуатація) або вживання якої може спричинити непередбачені наслідки, у тому числі мінеральні добрива, отрутохімікати, інші речовини;
- зіпсовані (пошкоджені) і неремонтоздатні чи відпрацьовані, фізично або морально зношені вироби та матеріали, які втратили свої споживчі властивості (відходи споживання);
- залишки продуктів харчування, побутових речей, пакувальних матеріалів тощо (побутові відходи);
- осади очисних промислових споруд, споруд комунальних та інших служб;
- залишки від медичного та ветеринарного обслуговування, медико-біологічної та хіміко-фармацевтичної промисловості, аптечної справи;
- залишкові продукти усіх інших видів діяльності підприємств, установ, організацій і населення;
- матеріальні об'єкти та субстанції, активність радіонуклідів або радіоактивне забруднення яких перевищує межі, встановлені чинними нормами, за умови, що використання цих об'єктів та субстанцій не передбачається (радіоактивні відходи).

## Промислові відходи
Різноманітні відходи промисловості, наприклад шлаки, та відходи промислового сільського господарства, комунально-побутові відходи, відходи гірничого виробництва можуть бути джерелом або сировиною для видобутку чи виробництва альтернативних видів палива. Крім того, виділяють електронні відходи (49 млн тонн на всій планеті станом на 2014 р.).
Відходи — непридатні для виробництва даної продукції види сировини, її залишки, що не вживаються, або речовини, які виникають в результаті технологічних процесів, які не підлягають утилізації у даному виробництві. Відходи одного виробництва можуть використовуватися як сировина для іншого. Бажано щоби шкідливі відходи обов'язково нейтралізовувалися, але економічно це зазвичай неможливо. Відходи, що видаляються з газовими потоками виробництва, є викидами.
В Україні ліцензується збір та переробка двох видів відходів:
- полімерні відходи;
- відходи гумові[5].

## Класифікація промислових відходів
Класифікувати тверді промислові відходи можна за такими ознаками:
- за галузями промисловості (відходи паливної, металургійної, хімічної та інших галузей);
- за конкретними виробництвами (відходи сіркокислотного, содового, фосфорокислотного та інших виробництв);
- за агрегатним станом (тверді, рідкі, газоподібні);
- за горінням (горючі та негорючі);
- за методами переробки;
- за можливостями переробки (вторинні матеріальні ресурси (ВМР), що переробляються або плануються надалі перероблятися, і відходи, що на даному етапі розвитку економіки переробляти недоцільно);
- за рівнем небезпеки (промислові відходи поділяються на чотири класи небезпеки).

Відходи сфер виробництва і сфери споживання залежно від фізичних, хімічних і біологічних характеристик усієї маси відходу або окремих його інгредієнтів поділяються на чотири класи небезпеки:
- Перший — надзвичайно небезпечні
- Другий — високонебезпечні
- Третій — помірнонебезпечні
- Четвертий — малонебезпечні

Клас небезпеки відходів встановлюється залежно від вмісту в них високотоксичних речовин розрахунковим методом або згідно з переліком відходів, наведених у Державному класифікаторі відходів. На всі види відходів розробляється технічний паспорт згідно з Міждержавним стандартом ДСТУ-2195-93, дія якого поширюється на 10 країн СНД.

## Побутові відходи
Побутові відходи — тип відходів, що утворюються у житлово-комунальному господарстві і, в цілому, у сфері споживання людини.

## Класифікація відходів відповідно до класу небезпеки
Відходи сфери виробництва та споживання в залежності від фізичних, хімічних та біологічних характеристик відходів або окремих інгредієнтів розділяють на чотири класи небезпеки:
- I-й клас — надзвичайно небезпечні;
- II-й клас — високо небезпечні;
- III-й клас — помірно небезпечні;
- IV-й клас — мало небезпечні.

## Ідентифікація відходів
Ідентифіка́ція відхо́дів — віднесення відходів до певних категорій та класифікаційних груп, виходячи з їх походження, складу, стану, небезпеки для довкілля, здоров'я людини, технологічних можливостей утилізації, знешкодження.